# Behnam Yakhchali
Behnam Yakhchali (en persan : بهنام یخچالی دهکردی), né le 12 juillet 1995, est un joueur iranien de basket-ball. Il évolue au poste d'arrière.

## Palmarès
- Coupe FIBA Asie 2012, 2014